# اوتو لیبه
اوتو لیبه (انگلیسی: Otto Liebe؛ ۲۴ مهٔ ۱۸۶۰ – ۲۱ مارس ۱۹۲۹) یک سیاست‌مدار و وکیل اهل دانمارک بود.